# بيدرو بيريس
بيدرو بيريس (بالبرتغالية: Pedro Pires‏) هو رئيس سابق لجمهورية الرأس الأخضر المكونة من أرخبيل متكون من عشر جزر أساسية في المحيط الأطلسي، في غرب أفريقيا.
ولد يوم 29 أبريل من عام 1934، واعتلى الحكم في مارس 2001 حتى عام 2011. بعد أن كان رئيس الوزراء منذ عام 1975 حتى 1991. خلفه الرئيس خورخي كارلوس فونسيكا.

## روابط خارجية
- بيدرو بيريس على موقع الموسوعة البريطانية (الإنجليزية)
- بيدرو بيريس على موقع مونزينجر (الألمانية)